# Trinitatiskirche (Köln)

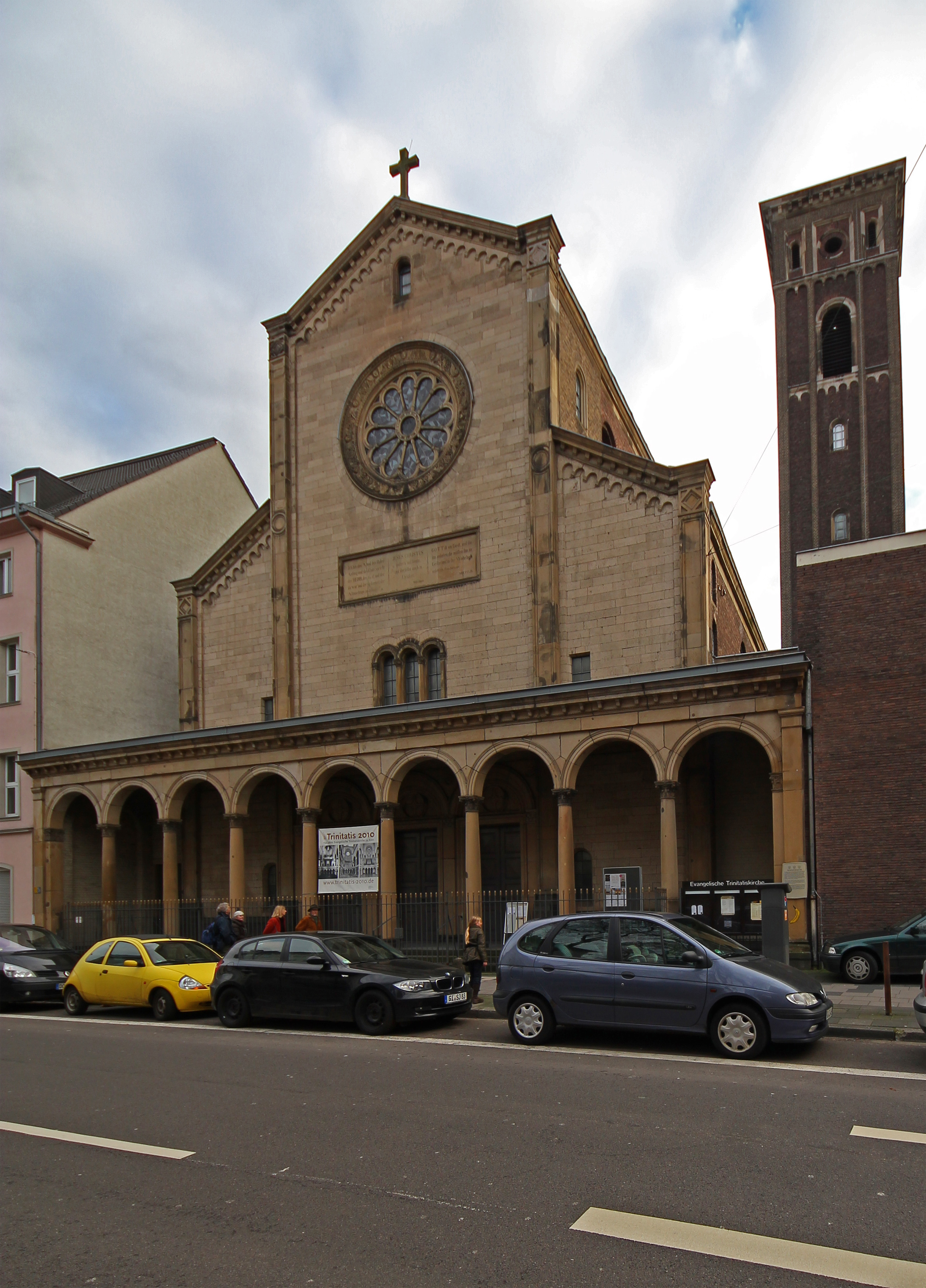
Trinitatiskirche in Köln

Die Trinitatiskirche ist die älteste neu erbaute evangelische Kirche im linksrheinischen Köln. Sie befindet sich in der südlichen Altstadt am Filzengraben, in der Nähe des Heumarkts. Aufgrund der Entvölkerung der Innenstadt finden in ihr keine regelmäßigen Gemeindegottesdienste mehr statt, jedoch zentrale Veranstaltungen des Evangelischen Kirchenverbandes für die Region Köln, Gottesdienste zu besonderen Anlässen, Konzerte und Kunstausstellungen. Die Trinitatiskirche dient als Gottesdienstort für die evangelische Gehörlosengemeinde. Kulturpartner ist der WDR Rundfunkchor.

## Geschichte

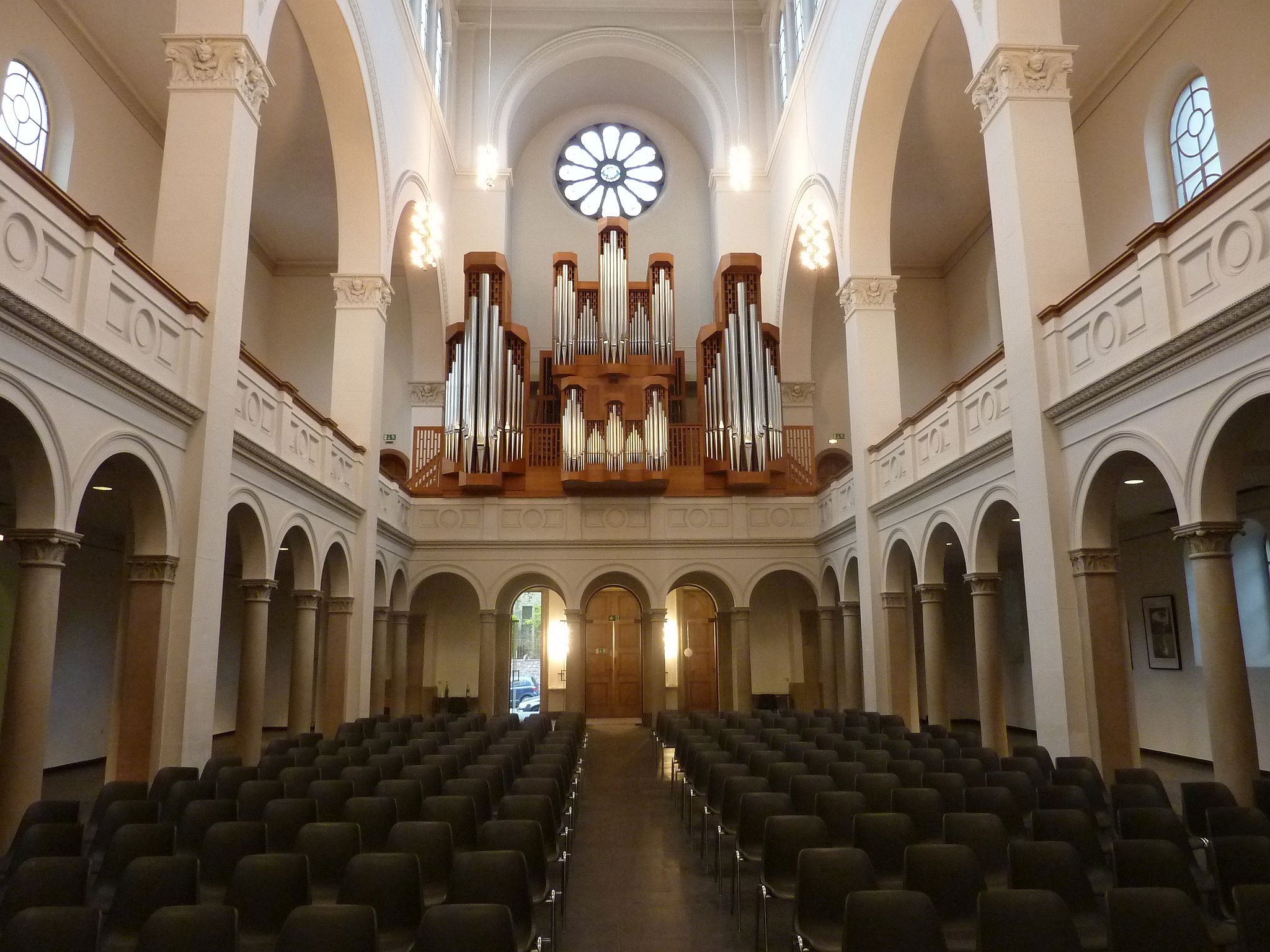
Blick durch das Langhaus zur Orgel

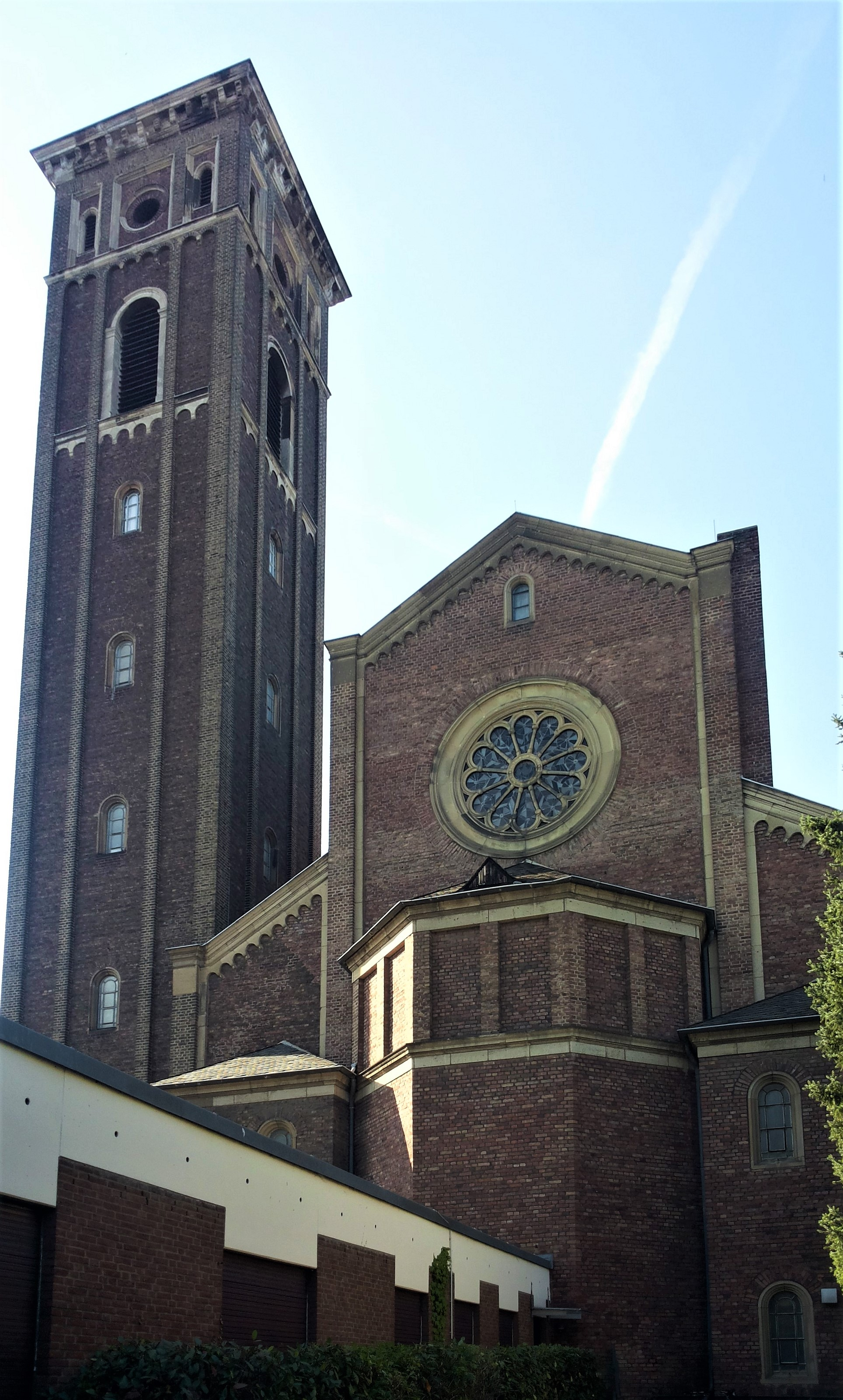
Turm und Chor von Süden

Nach der französischen Besetzung Kölns 1794 wurde auch den evangelischen Christen die freie Religionsausübung gestattet. Als Kirchengebäude bekamen sie die ehemalige Klosterkirche des Antoniterordens zur Verfügung gestellt. 
Nachdem Köln 1815 preußisch geworden war, wuchs der Anteil der evangelischen Bewohner der Stadt an. So wurde die Antoniterkirche trotz ihres Fassungsvermögens von etwa 800 Besuchern bald zu klein. Deshalb erwarb die evangelische Gemeinde Köln 1850 mit Unterstützung des preußischen Königs Friedrich Wilhelm IV. ein Grundstück für den Bau einer zweiten Kirche am Filzengraben auf dem Gelände des ehemaligen Servitinnenklosters St. Lucia. Bereits im Vorfeld gab der König die Tendenz des Baus vor: In einer Stadt wie Köln mit ihren vielen herausragenden romanischen und gotischen Kirchenbauten müsse sich ein evangelischer Kirchenbau im Stil von diesen deutlich unterscheiden. Daher käme nur der Stil einer altkirchlichen Basilika in Frage.
So fand kein Entwurf des zunächst ausgelobten Architektenwettbewerbs allgemeine Zustimmung. Deshalb legte der vom König mit der Prüfung der Entwürfe beauftragte Berliner Architekt Friedrich August Stüler 1855 einen eigenen Entwurf vor. Bereits vorher hatte Stüler in und um Berlin Kirchen im gewünschten Stil gebaut. Auch die Trinitatiskirche entspricht dem klassizistischen Stilempfinden Stülers. Es handelt sich um eine Basilika mit Emporen in den Seitenschiffen. Weil die Kirche in die Häuserfront eingebunden war, baute sie Stühler in die Höhe, um so durch die Fenster mehr Licht in den Raum zu bekommen. Vor den straßenseitigen Eingang wurde nach norditalienischen Vorbildern ein über die gesamte Front reichender Portikus gesetzt. Der auf quadratischem Grundriss errichtete rund 41 Meter hohe Turm wurde in den Hintergrund des Grundstücks neben den Chorbereich gesetzt. Durch seine dunklere Ausmauerung gegenüber der hellen Tuffsteinfassade setzt er sich auch dadurch vom Kirchengebäude ab und lehnt so noch deutlicher an den Baustil der norditalienischen Basiliken mit ihren Campanilen an.
Der Bau begann mit der Grundsteinlegung am 28. Oktober 1857 und am 3. Juni 1860 wurde die Kirche mit ihren etwa 1000 Plätzen eingeweiht. In den folgenden Jahrzehnten wurde die Ausstattung vervollständigt, unter anderem 1861 mit einem fünfstimmigen Geläut des Gießers Christian Claren aus Sieglar und einer dreimanualigen Ibach-Orgel. 1899 wurde die Kirche erstmals renoviert.
1943 zerstörte ein Luftangriff die Kirche fast vollständig. Der Wiederaufbau dauerte von 1952 bis 1965. Seit 1982 steht die Trinitatiskirche unter Denkmalschutz.

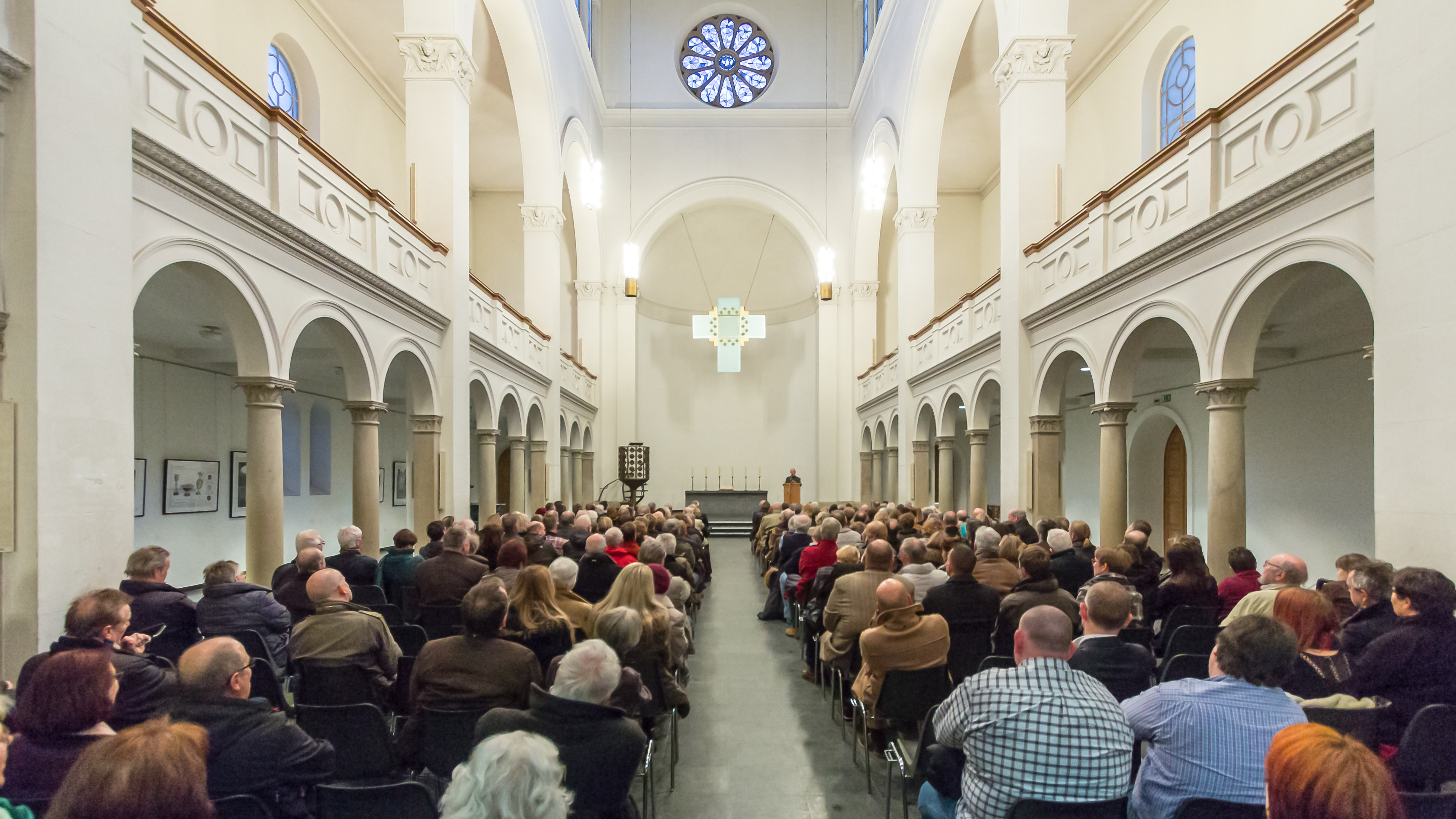
Blick durch das Hauptschiff

Die Kirche ist in der Kölner Kunstszene bekannt. Der Kirchenraum und seine Emporen werden regelmäßig für Ausstellungen und Präsentationen moderner Kunst sowie für künstlerische Installationen genutzt. Nach dem Einbau der neuen Orgel im Jahr 2009/2010 liegt jedoch der Schwerpunkt auf musikalischen Veranstaltungen. So war 2011 beispielsweise die Kölner Oper mit einer Inszenierung Gast in der Trinitatiskirche.

## Ausstattung
Aus der Erbauungszeit der Kirche sind die Wände mit ihrem figürlichen Schmuck, das Taufbecken aus Marmor und drei der fünf Glocken erhalten. Altar, Kanzel und Kreuz sind ein Werk des Kölner Künstlers Kurt-Wolf von Borries aus dem Jahr 1962. Von Borries entwarf auch die Kassettendecke. Im gleichen Jahr schuf Wolfhard Röhrig die künstlerische Verglasung.

### Orgel

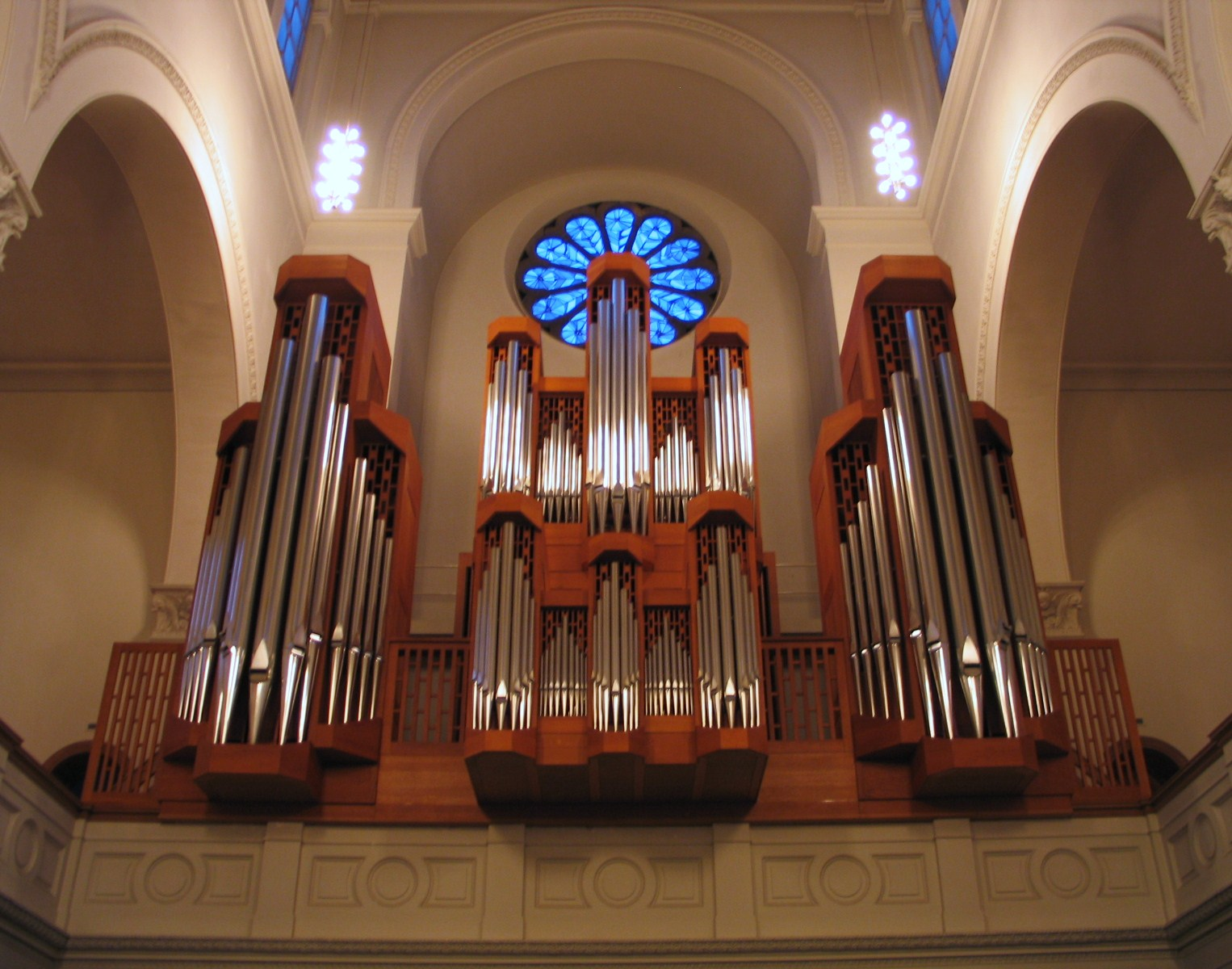
Klais-Orgel von 1987

Da die Kirche nur wenige hundert Meter von der Antoniterkirche entfernt liegt, in der sich eine große Orgel befindet, wurde nach dem Wiederaufbau zunächst kein der Raumgröße entsprechendes Instrument erworben. Es ergab sich aber die Gelegenheit, die von der Bonner Orgelbaufirma Klais 1987 für die mittlerweile entwidmete Aachener Dreifaltigkeitskirche erbaute Orgel zu erwerben. Der Aus-, Um- und Einbau durch die Firma Klais dauerte etwa ein halbes Jahr. Das Instrument hat drei Manuale und Pedal mit 44 klingenden Registern und 3000 Pfeifen. Kauf und Einbau kosteten rund eine halbe Million Euro, die durch Spenden und Sponsoren aufgebracht wurden. Die Orgel wurde am 24. Januar 2010 in einem Gottesdienst und mit der Uraufführung zu diesem Anlass einer Komposition Trinity – Tripelvariationen (Image) des Kölner Komponisten Michael Ostrzyga durch Johannes Geffert in Dienst gestellt. Die Disposition lautet:
| I Rückpositiv C–g3 |                |       |
| 1.                 | Gedackt        | 8′    |
| 2.                 | Rohrflöte      | 8′    |
| 3.                 | Quintadena     | 8′    |
| 4.                 | Præstant       | 4′    |
| 5.                 | Blockflöte     | 4′    |
| 6.                 | Principal      | 2′    |
| 7.                 | Larigot        | 1 ⁄3′ |
| 8.                 | Sesquialter II | 2 ⁄3′ |
| 9.                 | Scharff IV     | 1 ⁄3′ |
| 10.                | Cromorne       | 8′    |
|                    | Tremulant      |       |

| II Hauptwerk C–g3 |                 |       |
| 11.               | Bourdon         | 16′   |
| 12.               | Principal       | 8′    |
| 13.               | Offenflöte      | 8′    |
| 14.               | Trichtergedackt | 8′    |
| 15.               | Octave          | 4′    |
| 16.               | Rohrflöte       | 4′    |
| 17.               | Quinte          | 2 ⁄3′ |
| 18.               | Superoctave     | 2′    |
| 19.               | Cornet V        | 8′    |
| 20.               | Mixtur V        | 2′    |
| 21.               | Trompete        | 8′    |

| III Schwellwerk C–g3 |                      |        |
| 22.                  | Holzprincipal        | 8′     |
| 23.                  | Suavial              | 8′     |
| 24.                  | Vox cœlestis         | 8′     |
| 25.                  | Principal            | 4′     |
| 26.                  | Flûte octaviante     | 4′     |
| 27.                  | Nasard               | 2 ⁄3′  |
| 28.                  | Waldflöte            | 2′     |
| 29.                  | Terz                 | 1 3⁄5′ |
| 30.                  | Sifflet              | 1′     |
| 31.                  | Plein jeu V          | 2 ⁄3′  |
| 32.                  | Basson               | 16′    |
| 33.                  | Trompette harmonique | 8′     |
| 34.                  | Hautbois             | 8′     |
| 35.                  | Clairon              | 4′     |
|                      | Tremulant            |        |

| Pedal C–f1 |               |       |
| 36.        | Principal     | 16′   |
| 37.        | Subbass       | 16′   |
| 38.        | Octave        | 8′    |
| 39.        | Spitzflöte    | 8′    |
| 40.        | Tenoroctave   | 4′    |
| 41.        | Rohrpfeife    | 2′    |
| 42.        | Hintersatz IV | 2 ⁄3′ |
| 43.        | Posaune       | 16′   |
| 44.        | Trompete      | 8′    |

- Koppeln: I/II, III/I, III/II, I/P, II/P, III/P

## Glocken
Die drei erhalten gebliebenen Glocken aus dem Jahr 1861 wurden im Jahre 1962 um zwei Glocken der Glocken- und Kunstgießerei Rincker aus Sinn ergänzt. Die Disposition ergibt trotz der im Schlagton zu tief stehenden Glocke 2 die Anfangstöne des Liedes Wachet auf, ruft uns die Stimme.
Um 12 Uhr ertönt die Glocke 5 zum Mittagsläuten. Am Samstagabend um 18:55 Uhr wird mit allen Glocken der Sonntag eingeläutet.
| Glocke | Name         | Gussjahr | Gießer, Gussort                          | Durchmesser | Gewicht | Nominal (HT-1⁄16) | Inschrift                                                                |
| ------ | ------------ | -------- | ---------------------------------------- | ----------- | ------- | ----------------- | ------------------------------------------------------------------------ |
| 1      | –            | 1861     | Christian Claren, Sieglar                | 1600 mm     | 2300 kg | H°+1              | „O Land Land Land höre des Herrn Wort!“                                  |
| 2      | –            | 1861     | Christian Claren, Sieglar                | 1280 mm     | 1190 kg | dis′–3            | „O Land Land Land höre des Herrn Wort!“                                  |
| 3      | –            | 1861     | Christian Claren, Sieglar                | 1070 mm     | 700 kg  | fis′+6            | „O Land Land Land höre des Herrn Wort!“                                  |
| 4      | Taufglocke   | 1962     | Glocken- und Kunstgießerei Rincker, Sinn | 1010 mm     | 613 kg  | gis′+4,5          | „Taufet sie im Namen des Vaters und des Sohnes und des Heiligen Geistes“ |
| 5      | Gebetsglocke | 1962     | Glocken- und Kunstgießerei Rincker, Sinn | 850 mm      | 377 kg  | h′+8              | „Betet ohne Unterlass“                                                   |

## Pfarrer
Zu den Pfarrern an der Trinitatiskirche gehörte Ludwig Schneller.